# Ariete (char de combat)
Pour les articles homonymes, voir Ariete.
L'Ariete (bélier en français) est un char de combat italien développé et produit par le consortium italien Iveco-Fiat et OTO Melara SpA, la division armement du holding d'État Finmeccanica (maintenant Leonardo S.p.A.).

## Historique

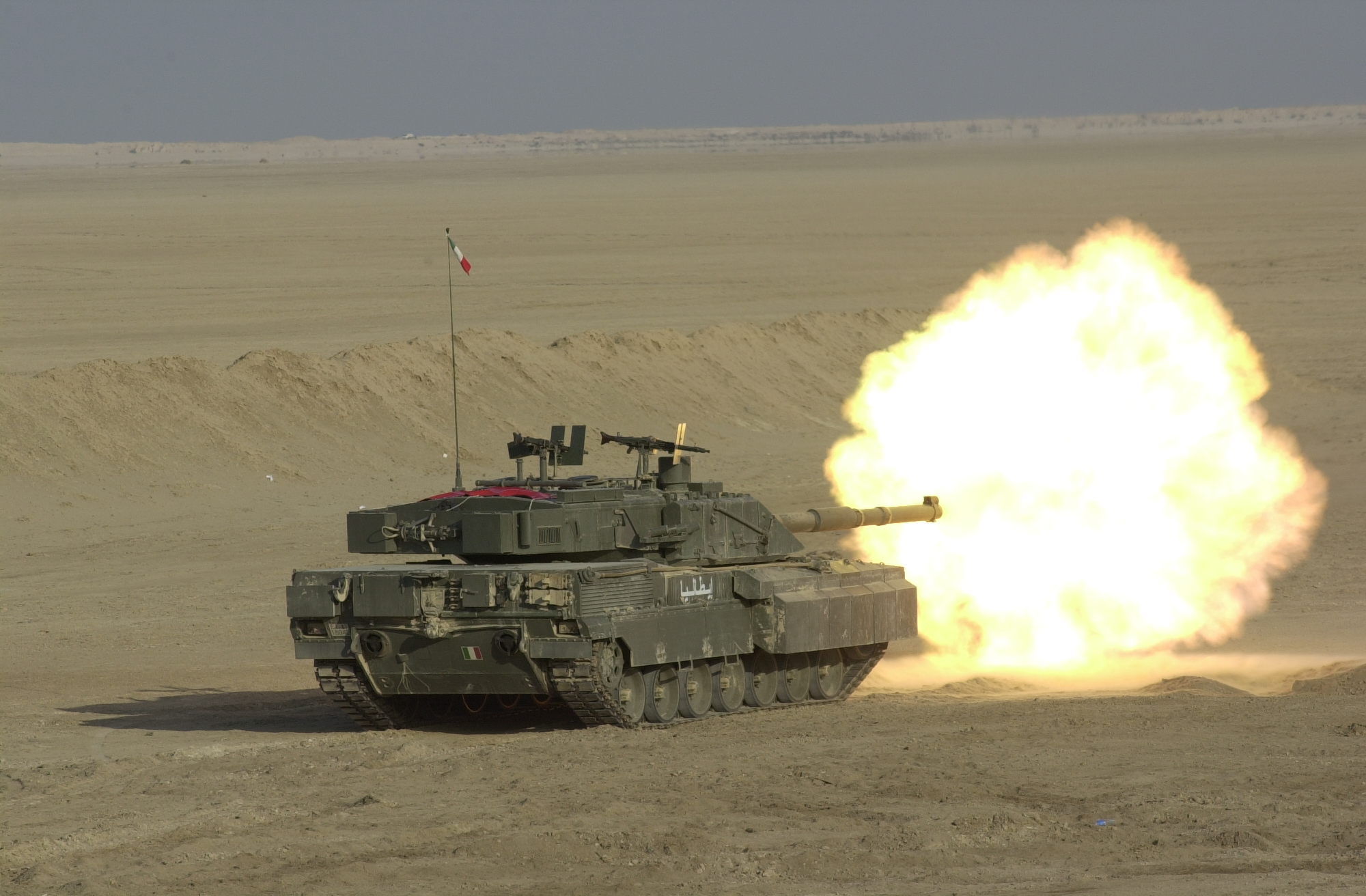
Exercice de tir d'un C1 Ariete de la Coalition militaire en Irak en 2006.

En 1984, un consortium formé par OTO Melara et Fiat Iveco est formé dans le cadre d'un programme de modernisation des armées italiennes, afin de trouver un char de combat principal aux forces militaires terrestres italiennes et remplacer les vieillissants M47 et M60A1 Patton Américains. OTO Melara était responsable du développement du châssis, de la tourelle et de l'armement tandis que Fiat Iveco fût chargé de la motorisation, de la suspension et de la transmission.
le premier prototype sortit des usines en 1986, rejoint par six véhicules de pré-production en 1988.
Il est produit de 1995 à août 2002 pour l'armée de terre italienne qui en a commandé 200 exemplaires.
Ce char a notamment été utilisé durant la guerre d'Irak de 2004 à 2006 où un peloton de six d'entre eux a été déployé servi par les équipages de plusieurs unités.
Son nom fait référence à la Division Ariete, la plus célèbre division blindée italienne, totalement détruite lors de la seconde bataille d'El Alamein en permettant à l'Afrika Korps de Rommel de se replier.

### Rénovation à mi-vie
En 2022, le gouvernement italien fit part de son intention d’investir près de 880 millions d’euros pour moderniser 125 C.1 Ariete sur les 200 mis en œuvre par l’Esercito Italiano. Et cette rénovation doit consister à leur installer un nouveau groupe motopropulseur Iveco de 1 500 ch, une conduite de tir améliorée et des protections supplémentaires contre les mines et IED.
Le 18 juillet 2025, le premier Ariete mis au standard C2 est remis à l'armée de terre italienne.

## Armement

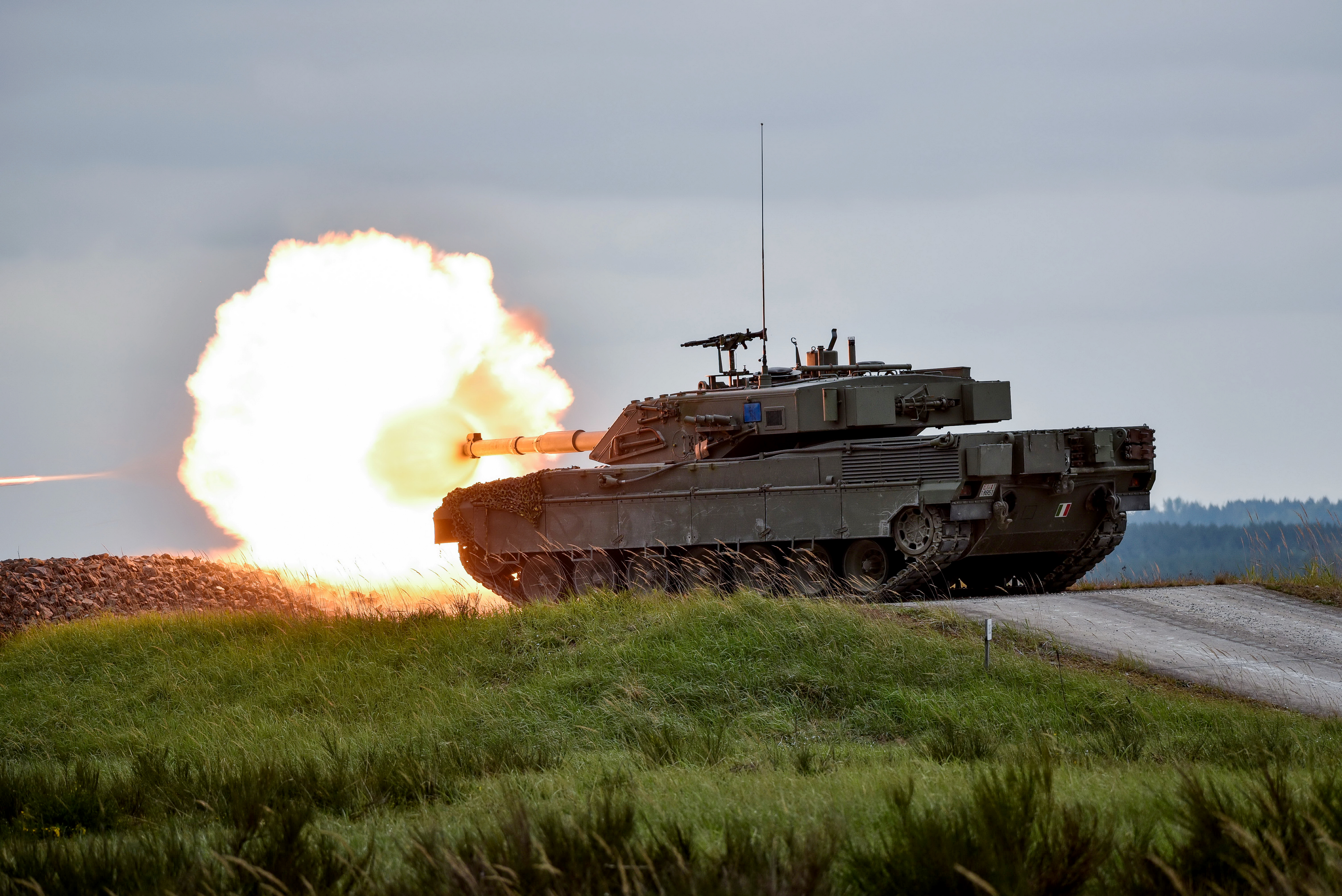
C1 Ariete, tir du canon de 120 mm

Le viseur périscopique du tireur est stabilisé en site et en gisement, il intègre un télémètre laser et possède une caméra thermique pour l'observation et le tir de nuit.
Le chef de char dispose du viseur panoramique gyrostabilisé SP-T-694 conçu par la SFIM en partenariat avec l'Officine Galileo.
La conduite de tir numérique OGL14L39 TURMS conçue par Galileo Avionica repose sur un processeur COSMO MP501 de chez Marconi.

### Armement principal
L'armement principal du char est constitué d'un canon à âme lisse OTO Melara de calibre 120 mm possédant une longueur de 44 calibres. Il tire les munitions de 120 × 570 mm au standard OTAN. Quinze obus sont prêts à l'emploi dans la tourelle, ils sont placés verticalement à gauche de la culasse du canon. Vingt-sept autres sont entreposés dans le châssis, dans un râtelier situé à gauche du conducteur.
En 2021, il peut utiliser le micro-drone de reconnaissance tactique optique Horus développé par Leonardo. L'engin est contenu dans une cartouche qui est introduite dans la culasse du canon en lieu et place d'un obus classique. Le projectile est expulsé du tube par un jet d'air comprimé. Une fois en vol, le drone est contrôlé par l'équipage.

### Armement secondaire
L'Ariete possède deux mitrailleuses Beretta MG 42/59 de calibre 7,62 mm, une coaxiale et une montée devant la couronne d'épiscopes du chef de char.

## Protection

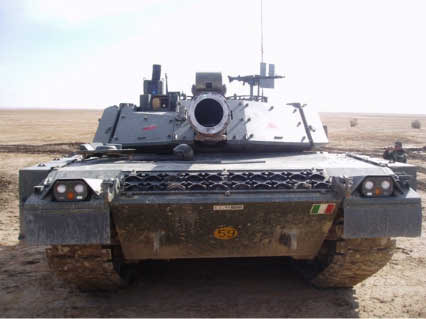
Un Ariete équipé du prêt-à-monter de surblindage PSO.

L'avant de la tourelle et le glacis renferment un blindage composite reposant sur la technologie des plaques accélérées par choc (PAC). Les flancs de la tourelle sont constitués de deux plaques d'acier séparées par une lame d'air.
Le toit de la tourelle est recouvert de tôles d'acier larmé.
Huit tubes lanceurs GALIX d'un calibre de 80 mm sont montés à l'arrière de la tourelle du char
Le C1 Ariete dispose également d'un détecteur d'alerte laser RALM/02 monté sur le toit de la tourelle.
Les C1 Ariete ayant participé à l'opération Antica Babilonia en Irak) ont été équipé d'un surblindage composite PSO (Peace Support Operation) protégeant les flancs de la tourelle et le train de roulement sur la moitié de leurs longueurs.
Un nouveau blindage composite dénommé WAR a été dévoilé à l'édition 2002 d'Eurosatory, il est monté sur la face avant de la tourelle et le tiers avant des déports de caisse.

## Motorisation

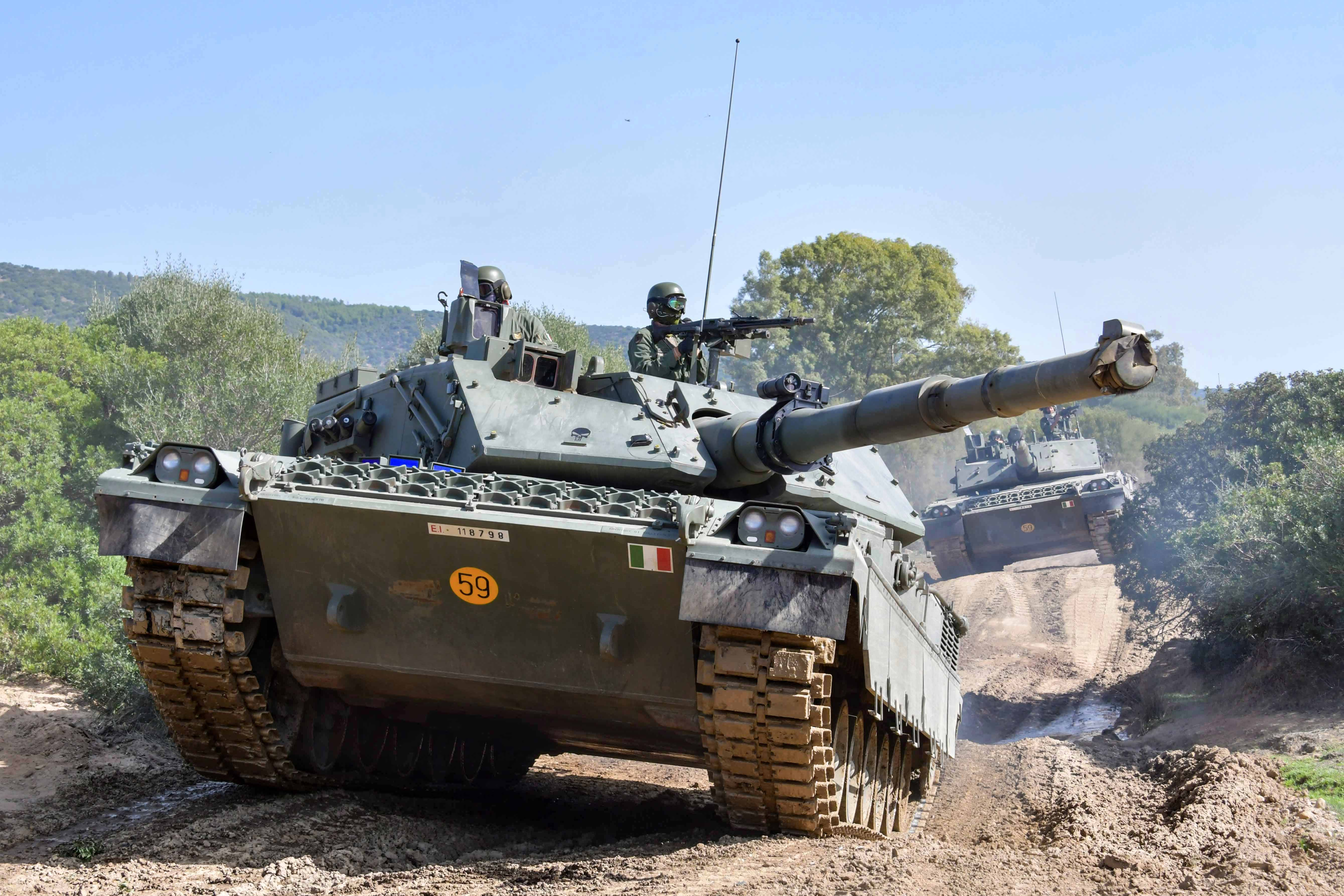
Ariete en action

Le char est motorisé par un moteur Diesel Fiat-Iveco V12 MTCA développant une puissance de 1 270 ch. Ce moteur lui permet une vitesse sur route de 65 km/h.
La boîte de mécanismes LSG 3000 conçue par ZF comprend une boîte de vitesses automatique intégrant un convertisseur de couple. Quatre vitesses sont disponibles en marche avant et deux en marche arrière.
Le train de roulement se compose d'une poulie de tension, sept double-galets de roulement, un barbotin, quatre rouleaux porteurs de brin mou. Il est conçu sur l'expérience acquise avec le M60A1 et le Leopard 1 (licence OTO-Melara). Chaque brin de chenilles comprend 93 patins en acier avec semelles caoutchoutées rapportées et interchangeables (licence Diehl). Il dispose d'extensions latérales montées au niveau des connecteurs (largeur HT = 618 mm).

## C2 Ariete
Au début des années 2000, l'armée italienne manifestait son intérêt dans le développement d'une nouvelle version du C1 Ariete appelée C2 Ariete ou Ariete Mk. 2. Trois cents exemplaires de cette nouvelle version étaient censés entrer en service au cours des années suivantes. À la suite de restrictions de budget, la commande fut réduite à 200 exemplaires avant d'être annulée. Il était prévu d'incorporer progressivement les améliorations apportées par le C2 Ariete / Ariete Mk. 2 dans le parc de C1.
Relancé en 2023, un contrat a été signé pour moderniser l'Ariete au standard C2, pour un montant de 848,8 millions d'euros. La modernisation portera sur 90 chars, avec une option pour 35 chars supplémentaires
le premier est livré le 18 juillet 2025 à l'armée italienne.
Les améliorations consistent :
- Deux prêts-à-monter de surblindage disponibles : le PSO et le WAR.
- Nouveau calculateur balistique contenant un processeur Marconi COSMO MP501 pour la conduite de tir automatisée.
- Intégration du système de partage d'informations C2N EVO.
- Nouvelle radio Leonardo SDR VQ-1 remplaçant l'ancienne SINCGARS.
- Nouvelle antennes radio développées par Elettronica Marittima.
- Remplacement du viseur du chef de char ATTILA par le viseur Attila D.
- Remplacement du viseur du tireur Galileo Avionica ARES par le Lothar SD.
- Motorisation électrique de la tourelle sur base de la motorisation tourelle du Centauro 2[2].
- La puissance du moteur V-12 MTCA passe à 1 500 ch et le couple à 5 000 N m grâce à l'installation d'un système d'injection électronique et d'une unité de commande électronique NEM.
- La boîte de mécanisme LSG-3000 comporte un nouveau système de freinage et est renforcée pour supporter l'augmentation de puissance délivrée par le moteur.
- Nouvelle chenilles Diehl type 844 offrant une zone en contact avec le sol augmentée de 3,5 %[2].
- Nouveaux détecteurs d'alerte laser.

## Opérateur
- Italie – 160 en ligne en 2016 sur 200 livrés.

En 2016 :
- - 3e Bataillon blindé « M.O. Galas », 32e Régiment de chars (it) à Tauriano, 41 Ariete
  - 8e Bataillon blindé « M.O. Secchiaroli », 132e Régiment de chars (it) à Cordenons, 41 Ariete
  - 31e Bataillon blindé « M.O. Andreani », 4e Régiment de chars (it) à Persano, 41 Ariete (dépendait du 131e Régiment de chars (it) jusqu'en 2013)